# Siccia paucipuncta
Siccia paucipuncta là một loài bướm đêm thuộc phân họ Arctiinae, họ Erebidae.